# Suzuki S-Cross Concept
El Suzuki S-Cross Concept és un prototip japonès de fabricant de cotxes Suzuki. És un estudi futurista d'un C-segment vehicle multisegment. Va ser presentat en el Paris Motor Show de 2012 en setembre.